# 황지의 봄
《황지의 봄》은 1989년 3월 10일에 방영한 KBS 드라마게임이다.

## 줄거리
연숙은 남편 만호가 막장에 들어간 뒤 사고 사이렌 소리만 나면 히스테리를 일으키다가 결국 아들 준기와 남편을 남겨둔 채 도시로 떠난다. 탄광촌의 광업소 노조위원장인 만호는 광원들을 대변해 막장환경개선과 산업재해예방 등 이익옹호를 위해 열심히 일하며 아내가 떠난 1년째 아들 중기와 단둘이 살아가고 있다.
연숙은 다른 곳에다 생활기반을 잡아두고 아들을 데려가려고 다시 돌아온다. 만호는 다시 돌아온 아내에게 쌀쌀맞은 태도로 대하지만, 속으론 존폐위기에 놓은 광업소와 막장생활에 지칠 대로 지쳐 아내와 자식을 데리고 그곳을 떠나려 한다. 하지만 광원들이 반발하고 나서자 아내에게 아들을 데리고 떠나라고 말한다. 연숙은 아내와 자식을 사랑하면서도 책임감에 떠나지 못하는 이런 남편의 심중을 헤아리고 남편의 도시락을 싼다.

## 등장 인물

### 주요 인물
- 정운용 : 박만호 역
- 연운경 : 연숙 역
- 강태기 : 최씨 역
- 정서임
- 김상훈
- 김을동

### 그 외 인물
- 최명수
- 김하림
- 김창봉
- 신종섭
- 심우창
- 곽정희
- 권오균
- 이필수
- 김경미
- 최용욱
- 여운국
- 김기수 : 준기 역 - 만호와 연숙의 아들

## 토론
- 진행자 : 김재원